# Saint-Aubin-d’Aubigné
Saint-Aubin-d’Aubigné település Franciaországban, Ille-et-Vilaine megyében. Lakosainak száma 4231 fő (2022. január 1.). Saint-Aubin-d’Aubigné Andouillé-Neuville, Chasné-sur-Illet, Chevaigné, Ercé-près-Liffré, Gahard, Mouazé, Saint-Germain-sur-Ille és Saint-Médard-sur-Ille községekkel határos.

## Népesség
A település népessége az elmúlt években az alábbi módon változott:
| Lakosok száma | 1544 | 2133 | 2170 | 2959 | 3393 | 3585 | 3796 | 3916 | 4085 | 4231 |
|               | 1968 | 1982 | 1990 | 2006 | 2013 | 2015 | 2017 | 2019 | 2020 | 2022 |